# 苏雪林
蘇雪林（1897年2月24日—1999年4月21日），本名蘇小梅，1919年秋天，將「小」字省去，改名蘇梅；字雪林，以字行，筆名瑞奴、瑞廬、小妹、绿漪、靈芬、老梅等，生於浙江瑞安，祖籍安徽太平，是中華民國 (台灣)女性現代作家、學者。其妹蘇愛蘭（又名蘇蘭）是畫家方幹民的妻子。歷任東吳大學、滬江大學、安徽大學（現安徽師範大學），國立武漢大學在武漢大學任教時期，與凌叔華、袁昌英合稱珞珈三女傑。1949年後移居台灣成為國立成功大學教授並長年居住在成大教授宿舍，榮獲國立成功大學榮譽教授、中山文藝獎、國家文藝獎，1999年以102歲病逝於臺南成大醫院。

## 生平
祖父署瑞安縣縣丞衙門時出生，故小名“瑞奴”、“小妹”、“小梅”等。
1897年蘇雪林在浙江瑞安縣出生。
蘇雪林先後畢業於安徽省立安慶第一女子師範學校、北京女子師範大學。1919年升學北京高等女子師範學校時改名蘇梅，受業於胡適門下。
五四運動時期，以散文《綠天》與小說《棘心》轟動一時。
1921年前往法國留學，先進入里昂中法學院，後又進入里昂國立藝術學院，喜紫色，法國以紫色為喪服，大哥因病去世。
1925年以母病輟學歸國，改名蘇雪林，与张宝龄结婚。张宝龄毕业于上海约翰大学，曾在美国麻省理工学院学习。新婚初期两人感情尚好，蘇雪林还将两人这段时间的恩爱过往写成了《绿天》出版。张宝龄是理科科学思维，对于蘇雪林时刻要求浪漫不分场合要求亲密举动的做派格格不入，二人爆发争吵很快分居。蘇雪林多年持续贴姐姐嫂子等人，也让张宝龄不满。蘇雪林为自己的名声始终拒绝离婚，导致张宝龄一直无法再婚拥有正常家庭生活，于是一直与养子一起生活，直至去世。
歷任東吳大學、滬江大學、安徽大學（現安徽師範大學），國立武漢大學在武漢大學任教時期，與凌叔華、袁昌英合稱珞珈三女傑。1949年後移居台灣成為國立成功大學教授。
1936年，魯迅逝世，蘇雪林阻止蔡元培擔任魯迅治喪委員會成員。在鲁迅生前，苏雪林对鲁迅大加赞美，在鲁迅面前谦虚的称自己为“学生”。鲁迅去世后，苏雪林突然开始对鲁迅人身攻击，对他文学事业个人品德所有行为进行全盘否定。左派作家（當時中國文壇的主流勢力）口誅筆伐蘇雪林，蘇雪林「向魯迅挑戰」（與左派作家打筆戰），持续辱骂鲁迅达半世纪之久。苏雪林突然转变态度辱骂鲁迅的原因众说纷纭，包含因鲁迅与苏雪林的恩师胡适不和；苏雪林的校长杨荫榆因鲁迅被学生赶下校长宝座；鲁迅在一次书友会上忽视了苏雪林没有与她握手；苏雪林自己婚姻失败一直死死拖住丈夫不肯离婚，致使丈夫一辈子都未能再婚拥有正常家庭生活。而同样深受包办婚姻之苦的的鲁迅却另寻伴侣，触发了苏雪林郁闷情绪的爆点，等等。
1944年，蘇雪林因向魯迅挑戰的原因，導致自己的文學作品無處刊登，轉而研究屈原，主張屈原楚辭作品中的神話故事與奇怪事物來自域外（詳見《屈賦論叢》），進而也鑽研希臘神話、羅馬神話，以佐證此說。
1949年，中共建政，蘇前往臺灣。
1952年起，任臺灣省立師範學院、臺灣省立工學院教授。曾加入中國文藝協會、中國婦女寫作協會。
1973年退休。退休後，定居成功大學宿舍。
1991年4月10日傍晚，獲頒成功大學建校以來第一張榮譽教授證書。
1999年4月21日下午3時53分，病逝於成大醫院，享嵩壽102歲；同年8月，歸葬安徽黄山母親墳旁。

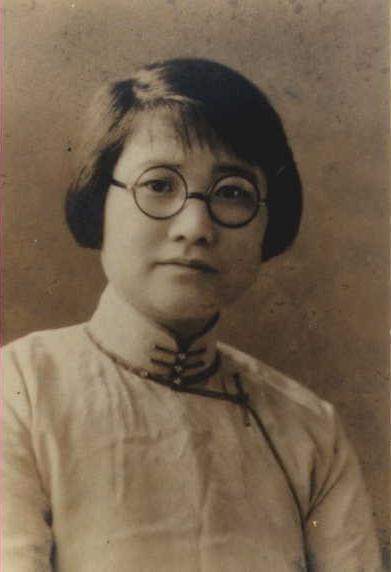
1933年苏雪林于武漢大學

## 文學著作舉隅

### 散文
- 《綠天》
- 《屠龍集》
- 《遯齋隨筆》

### 小說
- 《蟬蛻集》
- 《棘心》

### 散文評論
- 《蠹魚生活》
- 《青鳥集》

### 戲劇
- 《鳩羅那的眼睛》

### 歷史傳記
- 《南明忠烈傳》

### 回憶錄
- 《文壇話舊》
- 《我的生活》
- 《我與魯迅》
- 《浮生九四》

## 學術專著

### 文學史研究
- 《中國文學史》
- 《遼金元文學》

### 詩歌及神話研究
- 《詩經雜俎》
- 《屈賦論叢》
- 《楚騷新詁》
- 《屈原與九歌》
- 《九歌中人神戀愛問題》
- 《天問正簡》
- 《崑崙之謎》
- 《唐詩概論》
- 《玉溪詩謎》

### 現代文學研究
- 《二三十年代作家與作品》
- 《我論魯迅》

### 其他
- 《蠹魚集》
- 《華僑中學校歌》

## 畫像
- 蘇雪林 / 江啟明 (Kong Kai Ming)   Portrait Gallery of Chinese Writers (Hong Kong Baptist University Library 香港浸會大學圖書館)